# Dichelyne fraseri
Dichelyne fraseri is een rondwormensoort uit de familie van de Cucullanidae. De wetenschappelijke naam van de soort is voor het eerst geldig gepubliceerd in 1929 door Baylis.